# Reacción de Bargellini
La reacción de Bargellini es un método de síntesis orgánica para obtener morfolinas y piperazinonas con alto impedimento estérico a partir de cetonas y 2-amino-2-metil-1-propanol o 1,2-diaminopropanos.

## Mecanismo
El mecanismo de reacción comienza con la desprotonación del cloroformo. El anión triclorometiluro ataca al carbonilo de la cetona, formando así el alcóxido, de una manera similar a la reacción de Grignard. El alcóxido ataca intramolecularmente al carbono trihalogenado para formar así el diclorooxirano en un mecanismo SN2 intramolecular. La amina puede atacar al oxirano debido a una formación de un carbocatión terciario en una sustitución nucleofílica SN1 con una eliminación concertada de un átomo de cloro. Así se forma un halogenuro de N-alquil-α-aminoácido. Al final, el grupo amino o hidroxilo ataca al cloruro de ácido formando el heterociclo correspondiente.

## Aplicaciones
Diversos compuestos se ha reportado como productos de la síntesis de Bargellini Un ejemplo es la síntesis de la 5',5'-dimetil-2,3-dihidro-6'H-espiro[indeno-1,3'-[1,4]oxazinan]-6'-ona: